# Herzogenburg
Herzogenburg là một thị xã thuộc huyện Sankt Pölten-Land trong bang Niederösterreich.